# Campionato europeo maschile di pallacanestro 2017
Il Campionato europeo maschile di pallacanestro 2017, noto anche come EuroBasket 2017, è stata la 40ª edizione della manifestazione continentale. A partire da questa edizione la manifestazione si svolgerà ogni quattro anni (2017, 2021, 2025) con un sistema di qualificazione simile ai Campionati mondiali.
Il titolo di Campione d'Europa è stato conquistato dalla Slovenia, al primo successo nella manifestazione continentale. Al secondo posto si è classificata la Serbia, al terzo la Spagna.

## Organizzazione
Inizialmente la competizione si sarebbe dovuta svolgere in Ucraina, ma il 27 giugno 2015 la federazione ha declinato la proposta, in seguito alla delicata situazione politica e di sicurezza interna.
Cinque nazioni hanno poi presentato la loro candidatura ad ospitare la manifestazione: Finlandia, Israele, Romania, Polonia e Turchia. L'11 dicembre 2015 è stata ufficializzata l'assegnazione della fase finale al Sinan Erdem Spor Salonu di Istanbul in Turchia, con la prima fase divisa tra Helsinki (Finlandia), Cluj-Napoca (Romania), Tel Aviv (Israele) e la stessa Istanbul.
Successivamente alle quattro nazioni è stato consentito di scegliere un'altra nazione ciascuna con cui fare una partnership per essere anche incluse nello stesso girone. Le scelte sono state:
- Israele si è accordato con la Lituania[5]
- La Finlandia si è accordata con l'Islanda[6]
- La Romania si è accordata con l'Ungheria[7]
- La Turchia si è accordata con la Russia[8]

## Squadre partecipanti
Qualificate come Paesi organizzatori:
- Finlandia
- Israele
- Romania
- Turchia

Qualificate dopo EuroBasket 2015:
- Croazia
- Francia
- Grecia
- Italia
- Lettonia
- Lituania
- Rep. Ceca
- Serbia
- Spagna

Qualificate dopo le qualificazioni:
- Belgio
- Georgia
- Germania
- Islanda
- Montenegro
- Polonia
- Gran Bretagna
- Russia
- Slovenia
- Ucraina
- Ungheria

## Sedi delle partite
| Fase          | Impianto               | Spettatori | Foto | Città       |
| ------------- | ---------------------- | ---------- | ---- | ----------- |
| Fase a gironi | Abdi İpekçi Arena      | 12.270     |      | Istanbul    |
| Fase a gironi | Hartwall-areena        | 14.000     |      | Helsinki    |
| Fase a gironi | Menora Mivtachim Arena | 10.383     |      | Tel Aviv    |
| Fase a gironi | Sala Polivalentă       | 7.380      |      | Cluj-Napoca |
| Seconda fase  | Sinan Erdem Dome       | 16.000     |      | Istanbul    |

## Sorteggio e formula
Il sorteggio si è tenuto il 22 novembre 2016 ad Istanbul. Sono stati formati i 4 gruppi da 6 squadre ciascuno per la prima fase, ognuno si svolgerà in una delle quattro nazioni ospitanti.
La composizione dei gironi dopo il sorteggio è stata la seguente:
| Gruppo A  | Gruppo B | Gruppo C   | Gruppo D      |
| --------- | -------- | ---------- | ------------- |
| Polonia   | Ucraina  | Croazia    | Gran Bretagna |
| Grecia    | Israele  | Rep. Ceca  | Russia        |
| Francia   | Lituania | Spagna     | Serbia        |
| Finlandia | Georgia  | Montenegro | Lettonia      |
| Islanda   | Italia   | Romania    | Turchia       |
| Slovenia  | Germania | Ungheria   | Belgio        |

Al termine dei gironi le prime quattro classificate di ciascun gruppo hanno partecipato alla fase finale a eliminazione diretta, partendo dagli ottavi di finale, che si è tenuta dal 9 settembre 2017 al Sinan Erdem Dome di Istanbul.

## Risultati

### Fase a gruppi

#### Gruppo A Helsinki, Finlandia
| Pos. | Squadra   | Pt | G | V | P | PF  | PS  | DP   |
| ---- | --------- | -- | - | - | - | --- | --- | ---- |
| 1.   | Slovenia  | 10 | 5 | 5 | 0 | 446 | 384 | +62  |
| 2.   | Finlandia | 9  | 5 | 4 | 1 | 426 | 408 | +18  |
| 3.   | Francia   | 8  | 5 | 3 | 2 | 450 | 422 | +28  |
| 4.   | Grecia    | 7  | 5 | 2 | 3 | 421 | 400 | +21  |
| 5.   | Polonia   | 6  | 5 | 1 | 4 | 411 | 414 | -3   |
| 6.   | Islanda   | 5  | 5 | 0 | 5 | 355 | 481 | -126 |

| Arbitri: | Cristiano Maranho Apostolos Kalpakas Arnis Ozols |

|             |          |             |
| Dragić 30   | Punti    | 22 Ponitka  |
| Dončić 6    | Assist   | 6 Slaughter |
| Randolph 10 | Rimbalzi | 13 Ponitka  |

| Arbitri: | Aleksandar Glisic Takaki Kato Petar Obradovic |

|                        |          |              |
| Pálsson 21             | Punti    | 20 Pappas    |
| Ermolinskij 5          | Assist   | 4 Mpourousīs |
| Ermolinskij, Pálsson 4 | Rimbalzi | 8 Mpourousīs |

| Arbitri: | Antonio Conde Martins Kozlovskis Zafer Yilmaz |

|                 |          |              |
| Fournier 25     | Punti    | 22 Markkanen |
| tre giocatori 3 | Assist   | 8 Koponen    |
| Diaw 9          | Rimbalzi | 7 Markkanen  |

| Arbitri: | Petar Obradovic Alexey Davydov Martins Kozlovskis |

|              |          |                 |
| Waczyński 15 | Punti    | 16 Vilhjálmsson |
| Koszarek 5   | Assist   | 4 Pálsson       |
| Ponitka 10   | Rimbalzi | 7 Bæringsson    |

| Arbitri: | Cristiano Maranho Antonio Conde Takaki Kato |

|                 |          |                        |
| Printezīs 22    | Punti    | 21 Lauvergne, Fournier |
| Sloukas 7       | Assist   | 4 tre giocatori        |
| Antetokounmpo 6 | Rimbalzi | 11 Lauvergne           |

| Arbitri: | Aleksandar Glisic Apostolos Kalpakas Yener Yilmaz |

|              |          |           |
| Markkanen 24 | Punti    | 29 Dragić |
| Koponen 9    | Assist   | 6 Vidmar  |
| Huff 8       | Rimbalzi | 8 Dončić  |

| Arbitri: | Takaki Kato Apostolos Kalpakas Arnis Ozols |

|                       |          |                         |
| de Colo 16            | Punti    | 23 Stefánsson           |
| Heurtel, Westermann 6 | Assist   | 6 Pálsson, Vilhjálmsson |
| Heurtel 6             | Rimbalzi | 7 Acox, Stefánsson      |

| Arbitri: | Cristiano Maranho Antonio Conde Martins Kozlovskis |

|           |          |              |
| Dončić 22 | Punti    | 18 Sloukas   |
| Dragić 4  | Assist   | 6 Sloukas    |
| Vidmar 9  | Rimbalzi | 10 Printezīs |

| Arbitri: | Aleksandar Glisis Alexey Davydov Petar Obradovic |

|              |          |                         |
| Markkanen 27 | Punti    | 18 Slaughter, Waczyński |
| Koponen 7    | Assist   | 4 quattro giocatori     |
| Markkanen 9  | Rimbalzi | 7 Kulig                 |

| Arbitri: | Aleksandar Glisic Apostolos Kalpakas Zafer Yilmaz |

|                |          |           |
| Hermannsson 18 | Punti    | 21 Dragić |
| Hermansson 4   | Assist   | 6 Vidmar  |
| Ermolinskij 6  | Rimbalzi | 7 Dončić  |

| Arbitri: | Antonio Conde Alexey Davydov Arnis Ozols |

|                       |          |              |
| Waczyński 15          | Punti    | 23 Heurtel   |
| Waczyński, Koszarek 4 | Assist   | 6 Heurtel    |
| Kulig 8               | Rimbalzi | 11 Lauvergne |

| Arbitri: | Takaki Kato Petar Obradović Mārtiņš Kozlovskis |

|                  |          |             |
| Antetokounmpo 17 | Punti    | 24 Koponen  |
| Calathes 5       | Assist   | 6 Koponen   |
| Agravanīs 6      | Rimbalzi | 6 Markkanen |

| Arbitri: | Antonio Conde Takaki Kato Martins Kozlovskis |

|           |          |                 |
| Dragić 22 | Punti    | 16 de Colo      |
| Dragić 8  | Assist   | 5 Heurtel       |
| Dončić 9  | Rimbalzi | 5 Diaw, Heurtel |

| Arbitri: | Cristiano Maranho Aleksandar Glišić Petar Obradović |

|               |          |            |
| Sloukas 26    | Punti    | 26 Kulig   |
| Calathes 10   | Assist   | 9 Koszarek |
| Papagiannīs 8 | Rimbalzi | 7 Kulig    |

| Arbitri: | Zafer Yılmaz Alexey Davydov Apostolos Kalpakas |

|              |          |                            |
| Markkanen 23 | Punti    | 13 Stefánsson              |
| Koponen 6    | Assist   | 5 tre giocatori            |
| Lee 8        | Rimbalzi | 5 Ermolinskij, Hermannsson |

#### Gruppo B Tel Aviv, Israele
| Pos. | Squadra  | Pt | G | V | P | PF  | PS  | DP  | SD  |
| ---- | -------- | -- | - | - | - | --- | --- | --- | --- |
| 1.   | Lituania | 9  | 5 | 4 | 1 | 426 | 359 | +67 |     |
| 2.   | Germania | 8  | 5 | 3 | 2 | 355 | 346 | +9  | 1-0 |
| 3.   | Italia   | 8  | 5 | 3 | 2 | 346 | 322 | +24 | 0-1 |
| 4.   | Ucraina  | 7  | 5 | 2 | 3 | 367 | 392 | -25 | 1-0 |
| 5.   | Georgia  | 7  | 5 | 2 | 3 | 390 | 394 | -4  | 0-1 |
| 6.   | Israele  | 6  | 5 | 1 | 4 | 358 | 429 | -71 |     |

| Arbitri: | Ademir Zurapovic Saŝa Maricic Ventsislav Velikov |

|             |          |           |
| Schröder 32 | Punti    | 12 Mišula |
| Schröder 7  | Assist   | 7 Lypovyj |
| Theis 8     | Rimbalzi | 6 Lypovyj |

| Arbitri: | Leandro Lezcano Marius Ciulin Yener Yilmaz |

|               |          |              |
| Kuzminskas 18 | Punti    | 29 Shengelia |
| Kalnietis 4   | Assist   | 7 Dixon      |
| Valančiūnas 9 | Rimbalzi | 10 Pachulia  |

| Arbitri: | Vicente Bultó Gentian Cici Jorge Vazquez |

|              |          |           |
| Belinelli 18 | Punti    | 18 Casspi |
| Hackett 5    | Assist   | 4 Ohayon  |
| Melli 10     | Rimbalzi | 9 Casspi  |

| Arbitri: | Vicente Bultó Gentian Cici Saša Maricic |

|             |          |             |
| Pachulia 14 | Punti    | 23 Schröder |
| Dixon 5     | Assist   | 3 Lô        |
| Pachulia 8  | Rimbalzi | 7 Barthel   |

| Arbitri: | Jorge Vazquez Marius Ciulin Yener Yilmaz |

|             |          |              |
| Pustovyj 21 | Punti    | 26 Belinelli |
| Lukašov 6   | Assist   | 6 Hackett    |
| Zajcev 8    | Rimbalzi | 6 Hackett    |

| Arbitri: | Leandro Lezcano Radomir Vojinovic Ademir Zurapovic |

|           |          |                          |
| Howell 20 | Punti    | 18 Ulanovas              |
| Mekel 4   | Assist   | 5 Mačiulis               |
| Casspi 5  | Rimbalzi | 10 Mačiulis, Valančiūnas |

| Arbitri: | Leandro Lezcano Sasa Maricic Radomir Vojinovic |

|                         |          |             |
| Pachulia, Shermadini 17 | Punti    | 17 Pustovyj |
| Shengelia 7             | Assist   | 11 Lukašov  |
| Pachulia, Shengelia 5   | Rimbalzi | 7 Pustovyj  |

| Arbitri: | Vicente Bulto Gentian Cici Ademir Zurapovic |

|                |          |           |
| Juškevičius 20 | Punti    | 24 Datome |
| Kalnietis 8    | Assist   | 5 Filloy  |
| Valančiūnas 8  | Rimbalzi | 4 Cusin   |

| Arbitri: | Jorge Vazquez Ventislav Velikov Yener Yilmaz |

|             |          |           |
| Schröder 20 | Punti    | 23 Howell |
| Schröder 7  | Assist   | 4 Mekel   |
| Theis 15    | Rimbalzi | 11 Casspi |

| Arbitri: | Leandro Lezcano Marius Ciulin Ventsislav Velikov |

|              |          |                |
| Pustovyj 29  | Punti    | 22 Valančiūnas |
| Lypovyj 5    | Assist   | 11 Kalnietis   |
| Kornijenko 9 | Rimbalzi | 14 Valančiūnas |

| Arbitri: | Vicente Bultó Gentian Cici Saša Maričić |

|                    |          |             |
| Filloy 15          | Punti    | 17 Schröder |
| Datome 7           | Assist   | 5 Voigtmann |
| Belinelli, Melli 2 | Rimbalzi | 7 Voigtmann |

| Arbitri: | Ademir Zurapović Radomir Vojinović Yener Yılmaz |

|           |          |                 |
| Mekel 23  | Punti    | 25 Shengelia    |
| Eliyahu 6 | Assist   | 7 Michael Dixon |
| Casspi 6  | Rimbalzi | 19 Shengelia    |

| Arbitri: | Vicente Bulto Gentian Cici Ademir Zurapovic |

|             |          |                |
| Schröder 26 | Punti    | 27 Valančiūnas |
| Tadda 6     | Assist   | 9 Kalnietis    |
| Tadda 8     | Rimbalzi | 15 Valančiūnas |

| Arbitri: | Jorge Vazquez Saša Maričić Radomir Vojinovic |

|                 |          |                  |
| Dixon 29        | Punti    | 15 Belinelli     |
| tre giocatori 2 | Assist   | 4 Datome, Filloy |
| Pachulia 12     | Rimbalzi | 7 Aradori, Cusin |

| Arbitri: | Leandro Lezcano Marius Ciulin Yener Yılmaz |

|            |          |                     |
| Eliyahu 12 | Punti    | 17 Kravcov          |
| Eliyahu 6  | Assist   | 7 Lukašov           |
| Eliyahu 5  | Rimbalzi | 7 Kravcov, Pustovyj |

#### Gruppo C Cluj-Napoca, Romania
| Pos. | Squadra    | Pt | G | V | P | PF  | PS  | DP   |
| ---- | ---------- | -- | - | - | - | --- | --- | ---- |
| 1.   | Spagna     | 10 | 5 | 5 | 0 | 449 | 303 | +146 |
| 2.   | Croazia    | 9  | 5 | 4 | 1 | 397 | 336 | +61  |
| 3.   | Montenegro | 8  | 5 | 3 | 2 | 378 | 367 | +11  |
| 4.   | Ungheria   | 7  | 5 | 2 | 3 | 335 | 370 | -35  |
| 5.   | Rep. Ceca  | 6  | 5 | 1 | 4 | 356 | 441 | -85  |
| 6.   | Romania    | 5  | 5 | 0 | 5 | 316 | 414 | -98  |

| Arbitri: | Panagiotis Anastopoulos Nicolas Maestre Markos Michaelides |

|           |          |               |
| Perl 12   | Punti    | 23 Bogdanović |
| Hanga 4   | Assist   | 4 Ukić        |
| Vojvoda 6 | Rimbalzi | 7 Bogdanović  |

| Arbitri: | Tolga Sahin Christopher Antony Reid Yohan Rosso |

|                   |          |                    |
| W. Hernangómez 18 | Punti    | 16 Vučević         |
| Rodríguez 10      | Assist   | 3 Rice, Pavličević |
| W. Hernangómez 9  | Rimbalzi | 7 Vučević          |

| Arbitri: | Roberto Vasquez Boris Krejić Sergiy Zashchuk |

|               |          |               |
| Moldoveanu 24 | Punti    | 23 Hruban     |
| Mandache 5    | Assist   | 6 Satoranský  |
| Moldoveanu 8  | Rimbalzi | 13 Satoranský |

| Arbitri: | Roberto Vasquez Markos Michaelides Sergiy Zashchuk |

|                       |          |              |
| Vučević, Dubljević 13 | Punti    | 20 Vojvoda   |
| Rice, Ivanović 3      | Assist   | 3 Hanga      |
| Barović 9             | Rimbalzi | 7 Karahodžić |

| Arbitri: | Panagiotis Anastopoulos Erez Gurion Christopher Reid |

|                       |          |                   |
| Kříž 11               | Punti    | 26 P. Gasol       |
| Satoranský 5          | Assist   | 5 tre giocatori   |
| Satoranský, Švrdlík 5 | Rimbalzi | 11 G. Hernangómez |

| Arbitri: | Tolga Sahin Nicolas Maestre Yohan Rosso |

|                  |          |               |
| Bogdanović 21    | Punti    | 14 Moldoveanu |
| Simon, Ramljak 4 | Assist   | 6 Mandache    |
| Šarić 10         | Rimbalzi | 7 Mandache    |

| Arbitri: | Tolga Sahin Nicolas Maestre Christopher Antony Reid |

|          |          |                       |
| Hanga 31 | Punti    | 18 Satoranský, Palyza |
| Hanga 8  | Assist   | 4 Satoranský, Welsch  |
| Hanga 8  | Rimbalzi | 7 Satoranský          |

| Arbitri: | Panagiotis Anastopoulos Yohan Rosso Roberto Vasquez |

|              |          |                 |
| Rice 22      | Punti    | 23 Bogdanović   |
| Ivanović 3   | Assist   | 5 Ukić          |
| Dubljević 11 | Rimbalzi | 6 tre giocatori |

| Arbitri: | Markos Michaelides Erez Gurion Boris Krejic |

|                   |          |                    |
| J. Hernangómez 18 | Punti    | 15 Moldoveanu      |
| Rodríguez 7       | Assist   | 3 Moldoveanu       |
| W. Hernangómez 13 | Rimbalzi | 6 Moldoveanu, Cățe |

| Arbitri: | Yohan Rosso Erez Gurion Sergiy Zashchuk |

|                    |          |              |
| Auda 14            | Punti    | 17 Vučević   |
| Satoranský 11      | Assist   | 5 Pavličević |
| Peterka, Švrdlík 4 | Rimbalzi | 14 Vučević   |

| Arbitri: | Tolga Sahin Panagiotis Anastopoulos Nicolas Maestre |

|          |          |             |
| Šarić 18 | Punti    | 13 Rubio    |
| Simon 6  | Assist   | 4 Rubio     |
| Šarić 13 | Rimbalzi | 10 P. Gasol |

| Arbitri: | Roberto Vazquez Boris Krejic Christopher Reid |

|                     |          |            |
| Mandache 24         | Punti    | 26 Vojvoda |
| Calotă-Popa, Kuti 4 | Assist   | 4 Vojvoda  |
| Moldoveanu 9        | Rimbalzi | 7 Keller   |

| Arbitri: | Tolga Sahin Christopher Reid Yohan Rosso |

|              |          |               |
| Auda 19      | Punti    | 25 Bogdanović |
| Satoranský 6 | Assist   | 6 Simon, Ukić |
| Auda 5       | Rimbalzi | 10 Šarić      |

| Arbitri: | Nicolas Maestre Boris Krejic Sergiy Zachchuk |

|                 |          |             |
| Ferencz 17      | Punti    | 20 P. Gasol |
| Vojvoda 4       | Assist   | 7 Rodríguez |
| tre giocatori 4 | Rimbalzi | 8 P. Gasol  |

| Arbitri: | Panagiotis Anastopoulos Markos Michaelides Erez Gurion |

|              |          |             |
| Đurišić 14   | Punti    | 18 Kuti     |
| Dubljević 9  | Assist   | 12 Mandache |
| Pavličević 6 | Rimbalzi | 10 Mandache |

#### Gruppo D Istanbul, Turchia
| Pos. | Squadra       | Pt | G | V | P | PF  | PS  | DP  | SD        |
| ---- | ------------- | -- | - | - | - | --- | --- | --- | --------- |
| 1.   | Serbia        | 9  | 5 | 4 | 1 | 400 | 353 | +47 | 1-1 (+7)  |
| 2.   | Lettonia      | 9  | 5 | 4 | 1 | 444 | 396 | +48 | 1-1 (+5)  |
| 3.   | Russia        | 9  | 5 | 4 | 1 | 378 | 366 | +12 | 1-1 (-12) |
| 4.   | Turchia       | 7  | 5 | 2 | 3 | 388 | 380 | +8  |           |
| 5.   | Belgio        | 6  | 5 | 1 | 4 | 353 | 410 | -57 |           |
| 6.   | Gran Bretagna | 5  | 5 | 0 | 5 | 390 | 448 | -58 |           |

| Arbitri: | Saverio Lanzarini Ferdinand Pascual Georgios Poursanidis |

|              |          |            |
| De Zeeuw 21  | Punti    | 21 Olaseni |
| Van Rossom 5 | Assist   | 5 Clark    |
| De Zeeuw 7   | Rimbalzi | 11 Olaseni |

| Arbitri: | Marek Cmikiewicz Martin Horozov Tomas Jasevicius |

|               |          |                       |
| Bogdanović 30 | Punti    | 23 Dai. Bertāns       |
| Jović 8       | Assist   | 6 Dai. Bertāns        |
| Mačvan 10     | Rimbalzi | 6 Dāv. Bertāns, Timma |

| Arbitri: | Michael Weiland Manuel Mazzoni Milan Nedović |

|          |          |                 |
| Osman 28 | Punti    | 22 Šved         |
| Osman 4  | Assist   | 4 Šved, Fridzon |
| Osman 7  | Rimbalzi | 9 Mozgov        |

| Arbitri: | Tomas Jasevicius Martin Horozov Milan Nedovic |

|                     |          |             |
| Timma, Porziņģis 27 | Punti    | 12 Hervelle |
| Strēlnieks 13       | Assist   | 6 Tabu      |
| Timma 7             | Rimbalzi | 6 Serron    |

| Arbitri: | Saverio Lanzarini Manuel Mazzoni Georgios Poursanidis |

|                        |          |                           |
| Šved 22                | Punti    | 19 Bogdanović, Marjanović |
| Chvostov, Voroncevič 5 | Assist   | 7 Jović                   |
| Mozgov 8               | Rimbalzi | 6 Marjanović, Kuzmić      |

| Arbitri: | Marek Cmikiewicz Aleksandar Milojevic Ferdinand Pascual |

|                       |          |               |
| Lawrence, Olaseni 15  | Punti    | 24 Mahmutoğlu |
| Lawrence, Okereafor 5 | Assist   | 6 Mahmutoğlu  |
| Olaseni 14            | Rimbalzi | 7 Osman       |

| Arbitri: | Saverio Lanzarini Aleksandar Milojevic Milan Nedovic |

|              |          |             |
| Porziņģis 28 | Punti    | 23 Olaseni  |
| Strēlnieks 9 | Assist   | 10 Lawrence |
| Timma 9      | Rimbalzi | 10 Olaseni  |

| Arbitri: | Michael Weiland Martin Horozov Georgios Poursanidis |

|                  |          |               |
| De Zeeuw 15      | Punti    | 20 Šved       |
| Hervelle, Tabu 5 | Assist   | 6 Šved        |
| Serron 5         | Rimbalzi | 10 Voroncevič |

| Arbitri: | Marek Cmikiewicz Tomas Jasevicius Manuel Mazzoni |

|               |          |               |
| Bogdanović 17 | Punti    | 19 Mahmutoğlu |
| Jović 9       | Assist   | 5 Osman       |
| Lučić 9       | Rimbalzi | 5 Erden       |

| Arbitri: | Marek Cmikiewicz Manuel Mazzoni Aleksandar Milojevic |

|            |          |                |
| Šved 21    | Punti    | 22 Timma       |
| Šved 6     | Assist   | 6 Dai. Bertāns |
| Kurbanov 6 | Rimbalzi | 6 Timma        |

| Arbitri: | Georgios Poursanidis Michael Weiland Martin Horozov |

|              |          |                  |
| Okereafor 17 | Punti    | 18 Bogdanović 18 |
| 4 Okereafor  | Assist   | 7 Bogdanović     |
| Olaseni 13   | Rimbalzi | 7 Bogdanović     |

| Arbitri: | Saverio Lanzarini Milan Nedović Ferdinand Pascual |

|            |          |                      |
| Korkmaz 14 | Punti    | 13 Van Rossom        |
| Erden 5    | Assist   | 4 Tabu               |
| Hersek 4   | Rimbalzi | 5 Serron, Van Rossom |

| Arbitri: | Georgios Poursanidis Aleksandar Milojević Ferdinand Pascual |

|           |          |           |
| Šved 30   | Punti    | 21 Clark  |
| Šved 8    | Assist   | 6 Clark   |
| Mozgov 11 | Rimbalzi | 9 Olaseni |

| Arbitri: | Manuel Mazzoni Marek Cmikiewicz Martin Horozov |

|                     |          |               |
| Lecomte 12          | Punti    | 22 Marjanović |
| Tabu 4              | Assist   | 9 Bogdanović  |
| Van Rossom, Tumba 5 | Rimbalzi | 9 Micić       |

| Arbitri: | Saverio Lanzarini Tomas Jasevičius Michael Weiland |

|              |          |              |
| Porziņģis 28 | Punti    | 24 Osman     |
| Timma 7      | Assist   | 5 Osman      |
| Porziņģis 7  | Rimbalzi | 7 Mahmutoğlu |

### Fase finale

#### Squadre qualificate
| Gruppo | Prima    | Seconda   | Terza      | Quarta   |
| ------ | -------- | --------- | ---------- | -------- |
| A      | Slovenia | Finlandia | Francia    | Grecia   |
| B      | Lituania | Germania  | Italia     | Ucraina  |
| C      | Spagna   | Croazia   | Montenegro | Ungheria |
| D      | Serbia   | Lettonia  | Russia     | Turchia  |

#### Tabellone
|  | Ottavi di finale         | Ottavi di finale         |                          |     | Quarti di finale          | Quarti di finale          |                          |                          | Semifinali | Semifinali |  |  | Finale | Finale |
|  |                          |                          |                          |     |                           |                           |                          |                          |            |            |  |  |        |        |
|  | 9 settembre 15:15 UTC+3  |                          |                          |     |                           |                           |                          |                          |            |            |  |  |        |        |
|  |                          |                          |                          |     |                           |                           |                          |                          |            |            |  |  |        |        |
|  | Germania                 | 84                       |                          |     |                           |                           |                          |                          |            |            |  |  |        |        |
|  | Germania                 | 84                       | 12 settembre 18:45 UTC+3 |     |                           |                           |                          |                          |            |            |  |  |        |        |
|  | Francia                  | 81                       |                          |     |                           |                           |                          |                          |            |            |  |  |        |        |
|  | Francia                  | 81                       | Germania                 | 72  |                           |                           |                          |                          |            |            |  |  |        |        |
|  | 10 settembre 18:45 UTC+3 |                          | Germania                 | 72  |                           |                           |                          |                          |            |            |  |  |        |        |
|  |                          | Spagna                   | 84                       |     |                           |                           |                          |                          |            |            |  |  |        |        |
|  | Spagna                   | Spagna                   | 84                       | 73  |                           |                           |                          |                          |            |            |  |  |        |        |
|  | Spagna                   |                          | 14 settembre 21:30 UTC+3 | 73  |                           |                           |                          |                          |            |            |  |  |        |        |
|  | Turchia                  | 56                       |                          |     |                           |                           |                          |                          |            |            |  |  |        |        |
|  | Turchia                  | 56                       | Spagna                   | 72  |                           |                           |                          |                          |            |            |  |  |        |        |
|  | 9 settembre 12:30 UTC+3  |                          | Spagna                   | 72  |                           |                           |                          |                          |            |            |  |  |        |        |
|  |                          | Slovenia                 | 92                       |     |                           |                           |                          |                          |            |            |  |  |        |        |
|  | Slovenia                 | Slovenia                 | 92                       | 79  |                           |                           |                          |                          |            |            |  |  |        |        |
|  | Slovenia                 | 12 settembre 21:30 UTC+3 |                          | 79  |                           |                           |                          |                          |            |            |  |  |        |        |
|  | Ucraina                  | 55                       |                          |     |                           |                           |                          |                          |            |            |  |  |        |        |
|  | Ucraina                  | 55                       | Slovenia                 | 103 |                           |                           |                          |                          |            |            |  |  |        |        |
|  | 10 settembre 12:30 UTC+3 |                          | Slovenia                 | 103 |                           |                           |                          |                          |            |            |  |  |        |        |
|  |                          | Lettonia                 | 97                       |     |                           |                           |                          |                          |            |            |  |  |        |        |
|  | Lettonia                 | Lettonia                 | 97                       | 100 |                           |                           |                          |                          |            |            |  |  |        |        |
|  | Lettonia                 |                          | 17 settembre 21:30 UTC+3 | 100 |                           |                           |                          |                          |            |            |  |  |        |        |
|  | Montenegro               | 68                       |                          |     |                           |                           |                          |                          |            |            |  |  |        |        |
|  | Montenegro               | 68                       | Slovenia                 | 93  |                           |                           |                          |                          |            |            |  |  |        |        |
|  | 9 settembre 21:30 UTC+3  |                          | Slovenia                 | 93  |                           |                           |                          |                          |            |            |  |  |        |        |
|  |                          | Serbia                   | 85                       |     |                           |                           |                          |                          |            |            |  |  |        |        |
|  | Lituania                 | Serbia                   | 85                       | 64  |                           |                           |                          |                          |            |            |  |  |        |        |
|  | Lituania                 | 13 settembre 18:45 UTC+3 |                          | 64  |                           |                           |                          |                          |            |            |  |  |        |        |
|  | Grecia                   | 77                       |                          |     |                           |                           |                          |                          |            |            |  |  |        |        |
|  | Grecia                   | 77                       | Grecia                   | 69  |                           |                           |                          |                          |            |            |  |  |        |        |
|  | 10 settembre 21:30 UTC+3 |                          | Grecia                   | 69  |                           |                           |                          |                          |            |            |  |  |        |        |
|  |                          | Russia                   | 74                       |     |                           |                           |                          |                          |            |            |  |  |        |        |
|  | Croazia                  | Russia                   | 74                       | 78  |                           |                           |                          |                          |            |            |  |  |        |        |
|  | Croazia                  |                          | 15 settembre 21:30 UTC+3 | 78  |                           |                           |                          |                          |            |            |  |  |        |        |
|  | Russia                   | 101                      |                          |     |                           |                           |                          |                          |            |            |  |  |        |        |
|  | Russia                   | 101                      | Russia                   | 79  |                           |                           |                          |                          |            |            |  |  |        |        |
|  | 9 settembre 18:45 UTC+3  |                          | Russia                   | 79  |                           |                           |                          |                          |            |            |  |  |        |        |
|  |                          | Serbia                   | 87                       |     | Finale per il terzo posto | Finale per il terzo posto |                          |                          |            |            |  |  |        |        |
|  | Finlandia                | Serbia                   | 87                       | 57  | Finale per il terzo posto | Finale per il terzo posto |                          |                          |            |            |  |  |        |        |
|  | Finlandia                | 13 settembre 21:30 UTC+3 | 13 settembre 21:30 UTC+3 | 57  |                           |                           | 17 settembre 17:00 UTC+3 | 17 settembre 17:00 UTC+3 |            |            |  |  |        |        |
|  | Italia                   | 13 settembre 21:30 UTC+3 | 13 settembre 21:30 UTC+3 | 70  |                           |                           | 17 settembre 17:00 UTC+3 | 17 settembre 17:00 UTC+3 |            |            |  |  |        |        |
|  | Italia                   | Italia                   | 67                       | 70  | Spagna                    | 93                        |                          |                          |            |            |  |  |        |        |
|  | 10 settembre 15:15 UTC+3 | Italia                   | 67                       |     | Spagna                    | 93                        |                          |                          |            |            |  |  |        |        |
|  |                          | Serbia                   | 83                       |     | Russia                    | 85                        |                          |                          |            |            |  |  |        |        |
|  | Serbia                   | Serbia                   | 83                       | 86  | Russia                    | 85                        |                          |                          |            |            |  |  |        |        |
|  | Serbia                   |                          |                          | 86  |                           |                           |                          |                          |            |            |  |  |        |        |
|  | Ungheria                 | 78                       |                          |     |                           |                           |                          |                          |            |            |  |  |        |        |
|  | Ungheria                 | 78                       |                          |     |                           |                           |                          |                          |            |            |  |  |        |        |

#### Ottavi di finale
| Arbitri: | Cristiano Maranho Panagiotis Anastopoulos Tolga Sahin |

|             |          |                    |
| Randolph 21 | Punti    | 11 Pustozvonov     |
| Dončić 6    | Assist   | 4 Kravcov, Lukašov |
| Dončić 10   | Rimbalzi | 10 Pustovyj        |

| Arbitri: | Manuel Mazzoni Leandro Lezcano Saša Maričić |

|            |          |             |
| Theis 22   | Punti    | 27 Fournier |
| Schröder 8 | Assist   | 5 Diaw      |
| Theis 7    | Rimbalzi | 9 Diaw      |

| Arbitri: | Antonio Conde Mārtiņš Kozlovskis Ademir Zurapović |

|            |          |              |
| Koponen 13 | Punti    | 22 Belinelli |
| Rannikko 3 | Assist   | 3 Melli      |
| Salin 8    | Rimbalzi | 6 Hackett    |

| Arbitri: | Vicente Bulto Marek Cmikiewicz Petar Obradović |

|                |          |              |
| Kuzminskas 20  | Punti    | 21 Sloukas   |
| Kalnietis 7    | Assist   | 6 Calathes   |
| Valančiūnas 15 | Rimbalzi | 8 Mpourousīs |

| Arbitri: | Vicente Bulto Martin Horozov Manuel Mazzoni |

|              |          |              |
| Timma 21     | Punti    | 21 Dubljević |
| Strēlnieks 7 | Assist   | 4 Vučević    |
| Porziņģis 6  | Rimbalzi | 9 Vučević    |

| Arbitri: | Leandro Lezcano Georgios Poursanidis Yener Yılmaz |

|                       |          |               |
| Bogdanović, Kuzmić 17 | Punti    | 22 Perl       |
| Jović 7               | Assist   | 4 Hanga, Perl |
| Kuzmić 10             | Rimbalzi | 7 Perl        |

| Arbitri: | Cristiano Maranho Tomas Jasevičius Takaki Kato |

|             |          |            |
| Rubio 15    | Punti    | 20 Korkmaz |
| Rodríguez 9 | Assist   | 4 Güler    |
| P. Gasol 7  | Rimbalzi | 10 Erden   |

| Arbitri: | Roberto Vázquez Saverio Lanzarini Yohan Rosso |

|               |          |            |
| Bogdanović 28 | Punti    | 27 Šved    |
| Ukić 5        | Assist   | 12 Šved    |
| Ramljak 6     | Rimbalzi | 5 Kurbanov |

#### Quarti di finale
| Arbitri: | Manuel Mazzoni Panagiotis Anastopoulos Aleksandar Glišić |

|             |          |             |
| Schröder 27 | Punti    | 28 M. Gasol |
| Schröder 8  | Assist   | 8 Rubio     |
| Voigtmann 7 | Rimbalzi | 10 M. Gasol |

| Arbitri: | Roberto Vázquez Saverio Lanzarini Leandro Lezcano |

|            |          |              |
| Dončić 27  | Punti    | 34 Porziņģis |
| Dragić 8   | Assist   | 9 Strēlnieks |
| Randolph 9 | Rimbalzi | 7 Strēlnieks |

| Arbitri: | Cristiano Maranho Antonio Conde Yohan Rosso |

|                            |          |               |
| Calathes 25                | Punti    | 26 Šved       |
| Calathes 7                 | Assist   | 5 Šved        |
| Papanikolaou, Mpourousīs 7 | Rimbalzi | 12 Voroncevič |

| Arbitri: | Vicente Bulto Takaki Kato Tomas Jasevičius |

|                   |          |                      |
| Belinelli 18      | Punti    | 22 Bogdanović        |
| Melli 3           | Assist   | 5 Jović              |
| Filloy, Biligha 3 | Rimbalzi | 7 Kuzmić, Marjanović |

#### Semifinali
| Arbitri: | Cristiano Maranho Yohan Rosso Tolga Sahin |

|             |          |                     |
| P. Gasol 16 | Punti    | 15 Randolph, Dragić |
| M. Gasol 4  | Assist   | 8 Dončić            |
| M. Gasol 10 | Rimbalzi | 12 Dončić           |

| Arbitri: | Leandro Lezcano Panagiotis Anastopoulos Manuel Mazzoni |

|          |          |               |
| Šved 33  | Punti    | 24 Bogdanović |
| Šved 5   | Assist   | 6 Jović       |
| Mozgov 9 | Rimbalzi | 8 Lučić       |

#### Finale 3º posto
| Arbitri: | Leandro Lezcano Manuel Mazzoni Tomas Jasevičius |

|             |          |            |
| P. Gasol 26 | Punti    | 18 Šved    |
| Rodríguez 9 | Assist   | 9 Chvostov |
| P. Gasol 10 | Rimbalzi | 10 Mozgov  |

### Finale
| Arbitri: | Cristiano Maranho Antonio Conde Tolga Sahin |

|                    |            |                     |
| Dragić 35          | Punti      | 22 Bogdanović       |
| Dragić, Prepelič 3 | Assist     | 5 Bogdanović        |
| Dragić, Dončić 7   | Rimbalzi   | 8 Lučić             |
| Igor Kokoškov      | Allenatori | Aleksandar Đorđević |

| Quintetto titolare | Quintetto titolare | Quintetto titolare | Pt   | Rim  | Ass  |
| ------------------ | ------------------ | ------------------ | ---- | ---- | ---- |
| PG                 | 3                  | Goran Dragić       | 35   | 7    | 3    |
| A                  | 8                  | Edo Murić          | 5    | 1    | 0    |
| G                  | 11                 | Jaka Blažič        | 7    | 3    | 2    |
| AC                 | 14                 | Gašper Vidmar      | 2    | 5    | 0    |
| PG                 | 77                 | Luka Dončić        | 8    | 7    | 2    |
| Panchina:          |                    |                    |      |      |      |
| AC                 | 0                  | Anthony Randolph   | 11   | 4    | 2    |
| P                  | 1                  | Matic Rebec        | n.e. | n.e. | n.e. |
| P                  | 6                  | Aleksej Nikolić    | 4    | 3    | 2    |
| G                  | 7                  | Klemen Prepelič    | 21   | 4    | 3    |
| AC                 | 17                 | Saša Zagorac       | 0    | 0    | 0    |
| C                  | 22                 | Žiga Dimec         | 0    | 1    | 0    |
| AP                 | 31                 | Vlatko Čančar      | 0    | 0    | 0    |
| Allenatore:        |                    |                    |      |      |      |
| Igor Kokoškov      |                    |                    |      |      |      |

| Slovenia |  | Serbia |

| Vincitrice EuroBasket 2017 |
| -------------------------- |
| Slovenia 1º titolo         |

| Quintetto titolare  | Quintetto titolare | Quintetto titolare   | Pt   | Rim  | Ass  |
| ------------------- | ------------------ | -------------------- | ---- | ---- | ---- |
| AC                  | 6                  | Milan Mačvan         | 18   | 5    | 3    |
| G                   | 7                  | Bogdan Bogdanović    | 22   | 4    | 5    |
| A                   | 11                 | Vladimir Lučić       | 9    | 8    | 2    |
| P                   | 24                 | Stefan Jović         | 2    | 0    | 2    |
| C                   | 32                 | Ognjen Kuzmić        | 6    | 1    | 0    |
| Panchina:           |                    |                      |      |      |      |
| G                   | 12                 | Dragan Milosavljević | 2    | 1    | 0    |
| AG                  | 14                 | Stefan Birčević      | 8    | 5    | 0    |
| C                   | 15                 | Vladimir Štimac      | 2    | 1    | 0    |
| GA                  | 19                 | Branko Lazić         | n.e. | n.e. | n.e. |
| P                   | 22                 | Vasilije Micić       | 4    | 1    | 3    |
| GA                  | 23                 | Marko Gudurić        | 6    | 1    | 0    |
| C                   | 51                 | Boban Marjanović     | 6    | 3    | 1    |
| Allenatore:         |                    |                      |      |      |      |
| Aleksandar Đorđević |                    |                      |      |      |      |

## Classifica finale
| Campione d'Europa | Campione d'Europa | Campione d'Europa |
| --- | ----------------- | --- |
| Slovenia0 Randolph, 1 Rebec, 3 Dragić, 6 Nikolić, 7 Prepelič, 8 Murić, 11 Blažič, 14 Vidmar, 17 Zagorac, 22 Dimec, 31 Čančar, 77 Dončić, All. Igor Kokoškov |                   | |
| Argento | Serbia            | Serbia6 Mačvan, 7 Bogdanović, 11 Lučić, 12 Milosavljević, 14 Birčević, 15 Štimac, 19 Lazić, 22 Micić, 23 Gudurić, 24 Jović, 32 Kuzmić, 51 Marjanović, All. Aleksandar Đorđević                       |
| Bronzo | Spagna            | Spagna4 P. Gasol, 6 Rodríguez, 7 Navarro, 9 Rubio, 13 M. Gasol, 14 G. Hernangómez, 15 Sastre, 16 Vives, 18 Oriola, 19 San Emeterio, 21 Abrines, 41 J. Hernangómez, All. Sergio Scariolo              |
| 4. | Russia            | Russia1 Šved, 4 Baburin, 7 Fridzon, 8 Ivlev, 11 Antonov, 12 Zubkov, 13 Chvostov, 15 Mozgov, 20 Voroncevič, 22 D. Kulagin, 30 M. Kulagin, 41 Kurbanov, All. Sergej Bazarevič                          |
| 5. | Lettonia          | Lettonia6 Porziņģis, 7 Blūms, 8 Dāv. Bertāns, 9 Dai. Bertāns, 10 Timma, 11 Šmits, 12 Janičenoks, 13 Strēlnieks, 21 Šķēle, 24 Gražulis, 31 Peiners, 33 Meiers, All. Ainārs Bagatskis                  |
| 5. | Germania          | Germania4 Lô, 7 Voigtmann, 8 Staiger, 9 Tadda, 10 Theis, 12 Benzing, 17 Schröder, 18 Akpınar, 22 Barthel, 32 Thiemann, 33 Heckmann, 55 Hartenstein, All. Chris Fleming                               |
| 5. | Italia            | Italia1 Hackett, 3 Belinelli, 4 Aradori, 5 Filloy, 6 Biligha, 9 Melli, 12 Cusin, 20 Cinciarini, 23 Abass, 24 Baldi Rossi, 32 Burns, 70 Datome, All. Ettore Messina                                   |
| 5. | Grecia            | Grecia8 Calathes, 9 Mpourousīs, 10 Sloukas, 11 Pappas, 14 Papagiannīs, 15 Printezīs, 16 Papanikolaou, 17 Mantzarīs, 18 Agravanīs, 19 Papapetrou, 31 Mpogrīs, 43 Antetokounmpo, All. Kōstas Missas    |
| 9. | Lituania          | Lituania5 Kalnietis, 7 Juškevičius, 8 Mačiulis, 13 Gecevičius, 17 Valančiūnas, 19 Kuzminskas, 20 Motiejūnas, 21 Milaknis, 22 Bendžius, 40 Grigonis, 77 Gudaitis, 92 Ulanovas, All. Dainius Adomaitis |
| 9. | Croazia           | Croazia5 Krušlin, 6 Popović, 7 Simon, 9 Šarić, 10 Ukić, 11 Žorić, 12 Planinić, 17 Bender, 25 Buva, 27 Ramljak, 33 Tomas, 44 Bogdanović, All. Aza Petrović                                            |
| 9. | Finlandia         | Finlandia4 Koivisto, 7 Huff, 8 Lee, 9 Salin, 10 Kotti, 11 Koponen, 12 Nuutinen, 15 Rannikko, 22 Lindbom, 23 Markkanen, 31 Wilson, 33 Murphy, All. Henrik Dettmann                                    |
| 9. | Francia           | Francia1 Séraphin, 4 Heurtel, 6 Diot, 7 Lauvergne, 10 Fournier, 12 de Colo, 13 Diaw, 15 Westermann, 17 Poirier, 25 Labeyrie, 33 Toupane, 91 Jackson, All. Vincent Collet                             |
| 9. | Montenegro        | Montenegro2 Rice, 4 Vučević, 6 Šehović, 7 Pavličević, 8 Radončić, 11 Todorović, 14 Dubljević, 15 Barović, 17 Mihailović, 20 Ivanović, 21 Vranješ, 22 Đurišić, All. Bogdan Tanjević                   |
| 9. | Turchia           | Turchia2 Veyseloğlu, 4 Balbay, 5 Güler, 6 Osman, 7 Hersek, 9 Erden, 10 Mahmutoğlu, 19 Aldemir, 21 Şanlı, 22 Korkmaz, 25 Sipahi, 61 Köksal, All. Ufuk Sarıca                                          |
| 9. | Ungheria          | Ungheria4 Ruják, 5 Allen, 6 Keller, 7 Wittmann, 8 Hanga, 9 Vojvoda, 10 Kovács, 12 Tóth, 15 Ferencz, 16 Perl, 17 Karahodžić, 22 Eilingsfeld, All. Stojan Ivković                                      |
| 9. | Ucraina           | Ucraina4 Pustozvonov, 5 Kol'čenko, 7 Lukašov, 9 Otverčenko, 11 Lypovyj, 12 Kornijenko, 13 Bobrov, 14 Zajcev, 15 Kravcov, 23 Pustovyj, 24 Konjev, 31 Mišula, All. Jevhen Murzin                       |
| Eliminate nella fase a gironi |                   | |
| 17. | Georgia           | Georgia3 Dixon, 4 Gamq'relidze, 6 Boisa, 7 Pachulia, 8 Tsintsadze, 9 Shermadini, 10 Sanadze, 11 Mark'oishvili, 17 Berishvili, 23 Shengelia, 35 Bitadze, 99 Londaridze, All. Īlias Zouros             |
| 17. | Polonia           | Polonia3 Sokołowski, 5 Cel, 6 Slaughter, 7 Kulig, 8 Zamojski, 9 Ponitka, 12 Waczyński, 15 Koszarek, 21 Gielo, 24 Karnowski, 33 Gruszecki, 34 Hrycaniuk, All. Mike Taylor                             |
| 17. | Rep. Ceca         | Rep. Ceca1 Auda, 7 Hruban, 8 Satoranský, 9 Welsch, 11 Palyza, 13 Šiřina, 14 Švrdlík, 15 Peterka, 17 Bohačík, 31 Kříž, 71 Kyzlink, All. Ronen Ginzburg                                                |
| 17. | Belgio            | Belgio4 Lecomte, 5 Van Rossom, 7 Hervelle, 8 Mwema, 9 Tabu, 10 Serron, 12 Salumu, 13 Gillet, 14 De Zeeuw, 16 Tumba, 19 Bako, 22 Kesteloot, All. Eddy Casteels                                        |
| 21. | Israele           | Israele1 Howell, 6 Dawson, 7 Mekel, 8 Eliyahu, 9 Casspi, 10 Pnini, 11 Kadir, 12 Halperin, 14 Blayzer, 15 Timor, 20 Zalmanson, 21 Ohayon, All. Erez Edelstein                                         |
| 21. | Gran Bretagna     | Gran Bretagna0 Dang-Akodo, 1 Johnson, 3 Mockford, 4 Lawrence, 5 Okereafor, 10 Clark, 11 Murray, 13 Boateng, 19 Nelson, 20 Achara, 25 Olaseni, 44 Josephs, All. Joe Prunty                            |
| 21. | Romania           | Romania4 Mandache, 6 Petrișor, 8 Paliciuc, 9 Moldoveanu, 10 Nicolescu, 11 Calotă-Popa, 13 Olah, 14 Nicoară, 15 Cățe, 25 Török, 26 Baciu, 32 Kuti, All. Marcel Țenter                                 |
| 21. | Islanda           | Islanda1 Hermannsson, 3 Steinarsson, 6 Acox, 8 Bæringsson, 9 Stefánsson, 10 Friðriksson, 13 Vilhjálmsson, 14 Gunnarsson, 15 Ermolinskij, 24 Pálsson, 34 Hlinason, 88 Björnsson, All. Craig Pedersen  |

## Statistiche

### Individuali
Punti
| Pos. | Nome               | PPG  |
| ---- | ------------------ | ---- |
| 1    | Aleksej Šved       | 24,3 |
| 2    | Dennis Schröder    | 23,7 |
| 3    | Kristaps Porziņģis | 23,6 |
| 4    | Goran Dragić       | 22,6 |
| 5    | Bojan Bogdanović   | 22,5 |

Rimbalzi
| Pos. | Nome              | RPG  |
| ---- | ----------------- | ---- |
| 1    | Jonas Valančiūnas | 12,0 |
| 2    | Gabriel Olaseni   | 11,2 |
| 3    | Zaza Pachulia     | 9,2  |
| 4    | Luka Dončić       | 8,1  |
| 5    | Nikola Vučević    | 8,0  |

Assist
| Pos. | Nome             | APG |
| ---- | ---------------- | --- |
| 1    | Mantas Kalnietis | 7,2 |
| 2    | Sergio Rodríguez | 6,8 |
| 3    | Tomáš Satoranský | 6,6 |
| 3    | Jānis Strēlnieks | 6,6 |
| 5    | Petteri Koponen  | 6,3 |

Palle rubate
| Pos. | Nome            | SPG |
| ---- | --------------- | --- |
| 1    | Andrei Mandache | 2,2 |
| 2    | Marco Belinelli | 2,1 |
| 3    | Denys Lukašov   | 2,0 |
| 3    | Cedi Osman      | 2,0 |
| 5    | tre giocatori   | 1,8 |

Stoppate
| Pos. | Nome               | BPG |
| ---- | ------------------ | --- |
| 1    | Kristaps Porziņģis | 1,9 |
| 2    | Artem Pustovyj     | 1,7 |
| 3    | Pau Gasol          | 1,5 |
| 4    | Marc Gasol         | 1,4 |
| 4    | Anthony Randolph   | 1,4 |
| 4    | Gašper Vidmar      | 1,4 |

### Squadra
Punti
| Pos. | Nome     | PPG  |
| ---- | -------- | ---- |
| 1    | Lettonia | 91,6 |
| 2    | Slovenia | 90,3 |
| 3    | Francia  | 88,5 |
| 4    | Spagna   | 85,7 |
| 5    | Serbia   | 82,3 |

Rimbalzi
| Pos. | Nome     | RPG  |
| ---- | -------- | ---- |
| 1    | Spagna   | 42,0 |
| 2    | Lituania | 40,3 |
| 3    | Serbia   | 38,6 |
| 3    | Slovenia | 38,6 |
| 5    | Polonia  | 38,2 |

Assist
| 1 | Lettonia      | 24,3 |
| 2 | Spagna        | 23,9 |
| 3 | Francia       | 21,0 |
| 4 | Serbia        | 20,8 |
| 5 | Gran Bretagna | 20,0 |

Palle rubate
| Pos. | Nome      | SPG |
| ---- | --------- | --- |
| 1    | Rep. Ceca | 9,2 |
| 2    | Turchia   | 9,0 |
| 3    | Grecia    | 8,4 |
| 4    | Israele   | 8,2 |
| 5    | Slovenia  | 8,0 |

Stoppate
| Pos. | Nome       | BPG |
| ---- | ---------- | --- |
| 1    | Ucraina    | 4,7 |
| 2    | Spagna     | 4,0 |
| 3    | Croazia    | 3,8 |
| 4    | Slovenia   | 3,7 |
| 4    | Montenegro | 3,7 |

## Premi individuali

### MVP del torneo
- Goran Dragić

### Miglior quintetto del torneo
- Playmaker:  Goran Dragić
- Guardia tiratrice:  Bogdan Bogdanović
- Ala piccola:  Aleksej Šved
- Ala grande:  Luka Dončić
- Centro:  Pau Gasol